# Igor' Stel'nov
Igor' Anatol'evič Stel'nov (in russo Игорь Анатольевич Стельнов?; trasl. angl. Igor Anatolyevich Styelnov; Mosca, 12 febbraio 1963 – Mosca, 24 marzo 2009) è stato un hockeista su ghiaccio e allenatore di hockey su ghiaccio sovietico, dal 1991 russo, di ruolo difensore.

## Carriera

### Club
Giocò gran parte della sua carriera con una delle più forti squadre al mondo, il CSKA Mosca, con la quale vinse 8 titoli. Dopo una parentesi con il Chimik Voskresensk (divenuto in seguito Atlant Mytišči), approdò al Rögle Bandyklubb, in Elitserien e quindi arrivò a giocare in Serie A, nelle file dell'Asiago Hockey. Chiuse la carriera tornando a giocare con il CSKA.

### Nazionale
Con la Nazionale sovietica giocò due Olimpiadi, vincendo l'oro in ambo le manifestazioni. Vinse anche un oro ed un argento nei due mondiali che disputò.

### Allenatore
Dal 2004 svolse il ruolo di assistant coach nell'HK MVD sino alla morte, avvenuta il 24 marzo 2009, dopo una lunga malattia.

## Palmarès

### Club
- Campionati sovietici: 8

CSKA: 1982, 1983, 1984, 1985, 1986, 1988, 1989 e 1990

### Nazionale
- Giochi olimpici: 2

Sarajevo 1984, Calgary 1988
- Campionato mondiale di hockey su ghiaccio: 1

URSS 1986